# Makoto Ōoka
Makoto Ōoka (japanisch 大岡 信, Ōoka Makoto; * 16. Februar 1931 in Mishima/Präfektur Shizuoka; † 5. April 2017) war ein japanischer Lyriker und Literaturwissenschaftler.

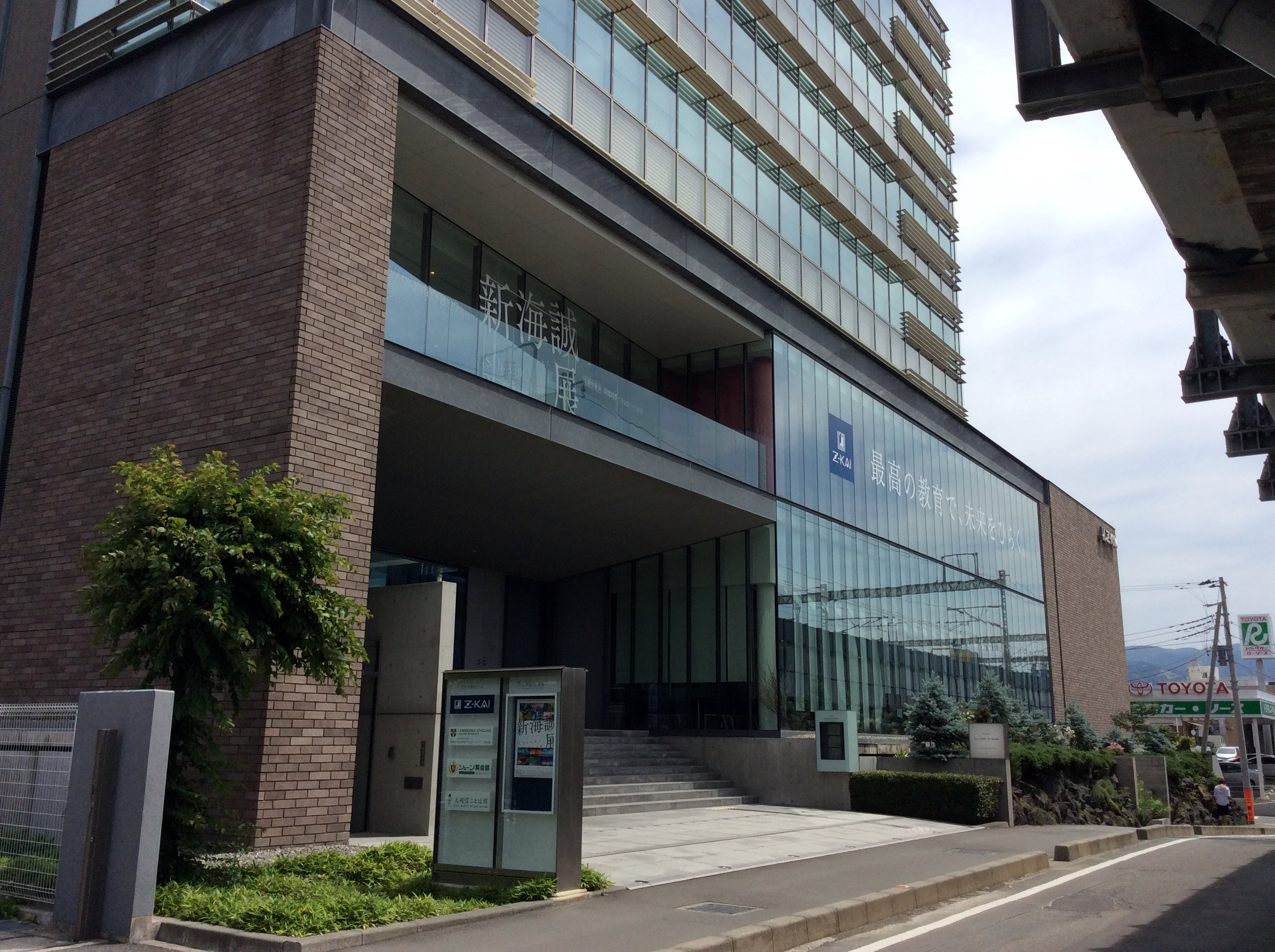
Blick auf das Ooka Makoto Kotoba Museum

## Leben
Ōoka studierte bis 1953 japanische Literatur an der Universität Tokio. Er arbeitete dann zehn Jahre lang für die Zeitung Yomiuri Shimbun. 1965 begann er an der Meiji-Universität zu unterrichten und erhielt 1970 eine Professur. Von 1988 bis 1994 war er Professor an der Hochschule der Künste Tokio. Daneben leitete er von 1979 bis 1981 die „Japanische Gesellschaft für zeitgenössische Dichtung“ und von 1989 bis 1994 das P.E.N.-Zentrum Japan.
Als Lyriker debütierte Ōoka 1956 mit dem Gedichtband Kioku to genzai (記憶と現在). In englischer Übersetzung erschienen die Gedichtsammlungen A String Around Autumn (1981) und Elegy and Benediction (1991). Bekannt wurde er jedoch vor allem durch seine literaturwissenschaftlichen Schriften wie Chōgenjitsu to Jojō (超現実と抒情; 1965), Tōji no Kakei (蕩児の家系; 1969) und Kotoba no chikara (言葉の力; 1971), die z. T. auch ins Englische und Französische übersetzt wurden (u. a. The Colors of Poetry: Essays in Classic Japanese Verse, 1991).
Ōoka erhielt 1971 den Yomiuri-Literaturpreis für Ki no Tsurayuki (紀 貫之) über einen Dichter der Heian-Zeit und 1996 den Asahi-Preis. 1976 war er einer der Kandidaten für den Großen Preis für japanische Literatur. 1997 wurde Ōoka als Person mit besonderen kulturellen Verdiensten geehrt, 2003 wurde er mit dem Kulturorden ausgezeichnet.
Im Carl Hanser Verlag erschien 2000 Dichtung und Poetik des alten Japan. Fünf Vorlesungen am College de France.